# Philogenia macuma
Philogenia macuma – gatunek ważki z rodziny Philogeniidae. Występuje na terenie Ameryki Południowej.